# Dracaena pearsonii
Dracaena pearsonii (sin. Sansevieria pearsonii), biljna vrsta iz tropske istočne Afrike, uvezena i na Privjetrinske otoke. Pripada porodici šparogovki.

## Vanjske poveznice
|  | Zajednički poslužitelj ima još gradiva o temi Sansevieria pearsonii |
|  | Wikivrste imaju podatke o taksonu Sansevieria pearsonii             |